# 玉缸山窑址
玉缸山窑址位于中国浙江省宁波市鄞州区横溪镇栎斜村，为东汉窑址，堆积面积900平方米，堆积厚度1－1.5米，以碗、罐为大宗产品，纹饰以印花席纹、网纹、弦纹为主，窑具有复钵型垫座、双足器、喇叭口、筒形垫具和圆饼三足钉器等，1982年6月公布为鄞县文物保护单位，2001年划归宁波东钱湖旅游度假区管理，2013年重新划归鄞州区管理，2014年7月16日重新公布为鄞州区文物保护单位。